# Łupek palny
Łupek palny, łupki palne – skała osadowa, odmiana łupka ilastego lub marglistego zawierająca macerały węgla (łupki węglowe), bituminy (łupki bitumiczne) lub nasycone ropą (łupki ropne). Ogólna zbiorcza nazwa łupków, powstała ze względu na ich właściwości – zawierają dużo związków palnych.